# Mazueco de Lara
Mazueco, también conocida como Mazueco de Lara, es una localidad situada en la provincia de Burgos, comunidad autónoma de Castilla y León (España), comarca de Sierra de la Demanda, partido judicial de Salas, ayuntamiento de Villoruebo.

## Geografía
En el antiguo Alfoz de Lara, a 1082 m de altitud; al sur de la Sierra de la Demanda y al Norte de la Sierra de Las Mamblas.; a 31 km de Salas de los Infantes, cabeza de partido, y a 31 de Burgos. Comunicaciones: autobús Burgos-Tinieblas, con parada a 5 km.

## Situación administrativa
En las elecciones locales de 2007 correspondientes a esta entidad local menor concurre una sola candidatura encabezada por Jesús Marcos Ballesteros Cuesta (PP).

## Demografía
En el censo de 1950 contaba con 179 habitantes, reducidos a 24 en 2004, 17 en 2012.

## Historia
Lugar de la Jurisdicción de Lara, en el partido de Can de Muñó, jurisdicción de realengo, con alcalde pedáneo. A la caída del Antiguo Régimen queda agregado al ayuntamiento constitucional de Villoruebo , en el Partido de Salas de los Infantes perteneciente a la región de Castilla la Vieja

## Patrimonio
Humilladero

## Personas destacadas
- Germán Arribas Arribas (1895-1936), religioso hermano de las escuelas cristianas con el nombre de hermano Ángel Gregorio, mártir en Griñón,[5] beatificado en 2013.
- Celestino Ruiz Alegre (1902-1936), religioso hermano de las escuelas cristianas con el nombre de hermano Aquilino Javier, mártir en Griñón,[6] beatificado en 2013.
- Julio Rojo: célebre artista y sensual vecino. Conocido por preparar los mejores mojitos y bailar hasta abajo